# Asphondylia smilacinae
Asphondylia smilacinae är en tvåvingeart som beskrevs av Ephraim Porter Felt 1907. Asphondylia smilacinae ingår i släktet Asphondylia och familjen gallmyggor. Inga underarter finns listade i Catalogue of Life.